# 馬謖
馬 謖（ば しょく、190年 - 228年）は、中国後漢末期から三国時代にかけての武将。字は幼常。荊州襄陽郡宜城県の出身。兄は馬良（四男）、ほか三名（実名不詳）。襄陽の名家であった「馬氏五常」の五男（末子）。

## 生涯
劉備が荊州を支配するようになると、兄の馬良と共に従事に取り立てられた。
劉備の入蜀に随行し、益州平定後は綿竹・成都の県令・越巂太守を歴任した。
並外れた才能の持ち主で、軍略を論じることを好み、その才能を諸葛亮に高く評価された。ただ劉備は彼を信用せず、白帝城で臨終を迎えた際にも「馬謖は頭はいいが実行力がないため軍隊の指揮は任せてはならない」と諸葛亮に厳しく念を押したという。しかしながら「才器、人に過ぎ、好みて軍計を論ず」と、俊英な馬謖の才能を愛した諸葛亮は、劉備の死後に彼を参軍（幕僚）に任命し、昼夜親しく語り合った。
建興2年（224年）春、建寧郡の豪族の雍闓らは西南夷の有力者の孟獲を誘って蜀に謀反を起こした。諸葛亮が馬謖に「数年に渡って共に謀を考えてきたが、今再び良計を授けてくれ給え」と言うと、馬謖はこれに答えて「南中はその遠方かつ険阻な事を恃みとして久しく服従しませんでした。今日これを撃ち破っても明日にはまた反逆するだけでしょう。今、公 (諸葛亮)は国家の力を傾けて北伐を行い、以って強力な賊にあたられるおつもりです。官軍の勢力減少を彼らが知れば、反逆もまた速いでしょう。もし反乱兵だけでなく、残った者まで尽く滅ぼし、以って後の禍を除こうとすれば、それは仁徳の情に外れる上に、急に成す事も出来ません。そもそも用兵の道は、心を攻める事を上策とし、城を攻める事を下策とします。また心を屈する戦いを上策とし、兵を以って戦う事を下策とします。公は寛容さを以ってその心を帰服させられます様に」と述べ、諸葛亮もこの言葉を全面的に受け入れたため、これが七縦七擒などの作戦に繋がり、南征の成功と蜀の後背地の安定に寄与する事になった。

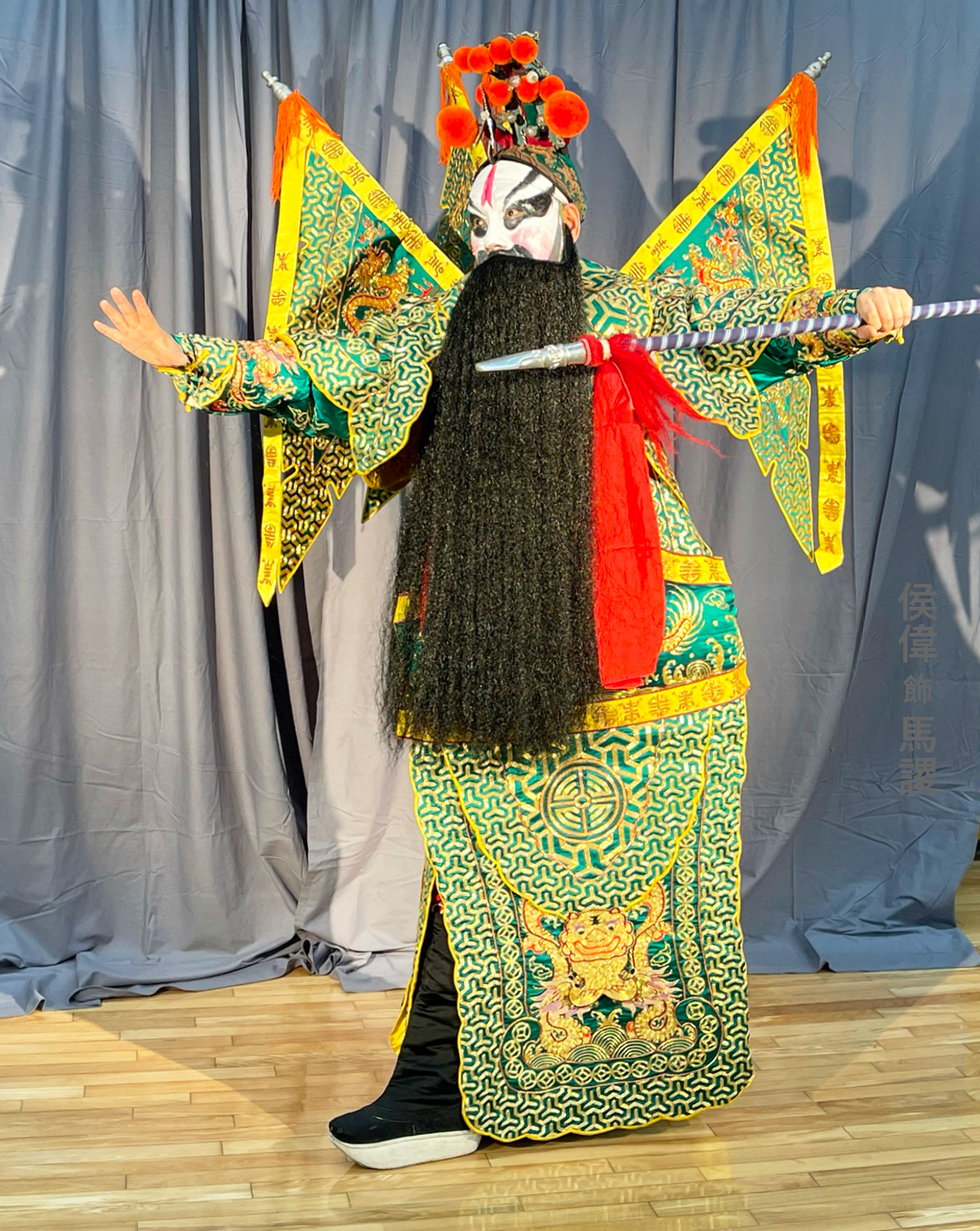
京劇の馬謖。演目は「失街亭」

建興6年（228年）春3月、諸葛亮は第一次北伐に際し周囲の反対を押し切って馬謖を先鋒に抜擢、彼に戦略上の要所である涼州（現在の甘粛省天水市秦安県）の守備を命じた（街亭の戦い）。馬謖はこれを達成するため街亭の付近の山の頂に陣を敷いた。このため副将の王平は山を降りるよう再三進言したが、馬謖はその進言を却下した。
その結果、張郃に水源を断たれて山頂に孤立し、蜀軍は惨敗を喫した。
同年5月、諸葛亮は馬謖を獄に下し、『蜀書』馬良伝の記載ではそこで故人となり、王平伝では処刑されたと記載される。享年39。諸葛亮は涙を流しながら処刑を命じ、これが後に「泣いて馬謖を斬る」と呼ばれる故事となった。副将の李盛や部下の張休も敗戦の責任を取らされ処刑された。
『華陽国志』によると、李邈は諸葛亮を諫めて「春秋時代に秦は敗軍の将・孟明を赦したおかげで西戎を制圧でき、楚は子玉を誅殺したため、二代にわたって振るわなかったのです」と述べて諸葛亮の機嫌を損ね、蜀に帰還した。
裴松之が注に引用する習鑿歯の『襄陽記』によると、馬謖は処刑される前、諸葛亮に宛てて「明公（諸葛亮）は私めを我が子のように思って下さり、私も明公を父の様に思って参りました。古代の舜が鯀を誅し、その子の禹を取り立てたように（私の遺族を遇し）、生前の交遊を大切にして下さるならば、私は死して黄泉に在るといえども、何も心残りはございませぬ」と手紙を書き残した。馬謖の遺児は処罰されることなく、以前と同様に遇されたという。
習鑿歯は『襄陽記』で、諸葛亮が馬謖を処刑して有用な人材を失った事を批判している。
『晋書』陳寿伝によると、『三国志』の撰者である陳寿の父は馬謖の参軍であり、馬謖に連座して髠刑（コン刑、剃髪の刑で宮刑に次ぐ重罰だという）に処されたという。
小説『三国志演義』では、馬謖は司馬懿が涼州への赴任を志願し蜀への対策を行なっているという話を聞き、司馬懿が謀反を企んでいるという噂を流すよう諸葛亮に進言する。噂を信じた曹叡らが司馬懿を疑ったため、司馬懿は役職から外された。これを聞いた諸葛亮は出師表を上奏し、北伐を行なうことになる。

## 死についての異説
通説では馬謖の死は処刑によるものと見なされているが、陳寿の正史においても以下のようにばらつきがみられる。
- 「亮、西県の千余家を抜きて漢中に戻り、謖を戮して以て衆に謝す」（諸葛亮伝）
- 「丞相亮、既に馬謖及び将軍張休・李盛を誅し、将軍黄襲等の兵を奪う」（王平伝）
- 「亮、進むに拠るところ無く、軍を退きて漢中に還る。謖、獄に下されて物故す。亮、これがために流涕す」（馬謖伝）
- 「朗、もとより馬謖と善し。謖、逃亡し、朗、情を知れども挙げず。亮、これを怨み、免官せられて成都に戻る」（向朗伝）

「諸葛亮伝」「王平伝」では泣いて馬謖を斬るの故事どおりに処刑されたとあるが、「馬謖伝」に記述されている「獄に下されて物故す」は処刑ではなく獄死である、と解釈する。